# 여자 장대높이뛰기 세계 기록 추이
다음은 여자 장대높이뛰기 세계 기록 추이이다.

## 기록
| # | 기록    | 차이   | 선수                  | 나라           | 날짜         | 대회명                                                                           | 개최 도시                | 경기장                                              | 주석 및 기타      | 동영상 |
|   | 4.05m   |        | 쑨차이윈              | 중국           | 1992. 5. 21  |                                                                                  | 중화인민공화국 난징      | [ 1 ]                                               |                   |        |
|   | 4.08m   |        | 쑨차이윈              | 중화인민공화국 | 1995. 5. 19  |                                                                                  | 중화인민공화국 타이위안  | [ 1 ]                                               |                   |        |
|   | 4.08 m  |        | 중구이칭              | 중국           | 1995. 5. 18  |                                                                                  | 중화인민공화국 타이위안, | [ 1 ]                                               |                   |        |
|   | 4.10m   |        | 다니엘라 바르토바     | 체코           | 1995. 5. 21  |                                                                                  | 슬로베니아 류블랴나      | [ 1 ]                                               |                   |        |
|   | 4.12m   |        | 다니엘라 바르토바     | 체코           | 1995. 6. 18  |                                                                                  | 독일 뒤스부르크          | [ 1 ]                                               |                   |        |
|   | 4.13m   |        | 다니엘라 바르토바     | 체코           | 1995. 6. 25  |                                                                                  | 독일 베젤                | [ 1 ]                                               |                   |        |
|   | 4.14m   |        | 다니엘라 바르토바     | 체코           | 1995. 07. 02 |                                                                                  | 영국 게이츠헤드          | [ 1 ]                                               |                   |        |
|   | 4.15m   | + 01cm | 다니엘라 바르토바     | 체코           | 1995. 07. 06 | 오스트라바 황금 스파이크 육상 대회                                               | 체코 오스트라바          | [ 1 ]                                               |                   |        |
|   | 4.16m   |        | 다니엘라 바르토바     | 체코           | 1995. 07. 14 |                                                                                  | 오스트리아 펠트키르히    | [ 1 ]                                               |                   |        |
|   | 4.17m   |        | 다니엘라 바르토바     | 체코           | 1995. 07. 15 |                                                                                  | 오스트리아 펠트키르히    | [ 1 ]                                               |                   |        |
|   | 4.18m   |        | 안드레아 뮐러         | 독일           | 1995. 8. 5   |                                                                                  | 독일 치타우              | [ 1 ]                                               |                   |        |
|   | 4.20m   |        | 다니엘라 바르토바     | 체코           | 1995. 8. 18  |                                                                                  | 독일 쾰른                | [ 1 ]                                               |                   |        |
|   | 4.21m   |        | 다니엘라 바르토바     | 체코           | 1995. 8. 22  |                                                                                  | 오스트리아 린츠          | [ 1 ]                                               |                   |        |
|   | 4.22m   |        | 다니엘라 바르토바     | 체코           | 1995. 9. 11  |                                                                                  | 헝가리 셜고터랸          | [ 1 ]                                               |                   |        |
|   | 4.25m   |        | 에마 조지             | 오스트레일리아 | 1995. 11. 30 |                                                                                  | 오스트레일리아 멜버른    | [ 1 ]                                               |                   |        |
|   | 4.28m   |        | 에마 조지             | 오스트레일리아 | 1995. 12. 17 |                                                                                  | 오스트레일리아 퍼스      | [ 1 ]                                               |                   |        |
|   | 4.41m   |        | 에마 조지             | 오스트레일리아 | 1996. 1. 28  |                                                                                  | 오스트레일리아 퍼스      | [ 1 ]                                               |                   |        |
|   | 4.42m   |        | 에마 조지             | 오스트레일리아 | 1996. 6. 29  |                                                                                  | 프랑스 ?                 | [ 1 ]                                               |                   |        |
|   | 4.45m   |        | 에마 조지             | 오스트레일리아 | 1996. 07. 14 |                                                                                  | 일본 삿포로              | [ 1 ]                                               |                   |        |
|   | 4.50m   | + 5cm  | 에마 조지             | 오스트레일리아 | 1997. 02. 08 | 빅토리아 육상 선수권 대회                                                        | 오스트레일리아 멜버른    | 올림픽 파크 스타디움                                | [ 1 ]             |        |
|   | 4.55m   | + 5cm  | 에마 조지             | 오스트레일리아 | 1997. 02. 20 | 멜버른 트랙 클래식 (IAAF 그랑프리 육상 대회)                                     | 오스트레일리아 멜버른    | 올림픽 파크 스타디움                                | [ 1 ]             |        |
|   | 4.57m   |        | 에마 조지             | 오스트레일리아 | 1998. 02. 21 |                                                                                  | 뉴질랜드 오클랜드        | [ 1 ]                                               |                   |        |
|   | 4.58m   |        | 에마 조지             | 오스트레일리아 | 1998. 03. 14 | 오스트레일이리아 육상 선수권 대회                                                | 오스트레일리아 멜버른    | 올림픽 파크 스타디움                                | [ 2 ]             |        |
|   | 4.59m   | + 1cm  | 에마 조지             | 오스트레일리아 | 1998. 03. 21 | 브리즈번 육상 대회                                                               | 오스트레일리아 브리즈번  | [ 1 ] [ 3 ]                                         |                   |        |
|   | 4.60m   | + 01cm | 에마 조지             | 오스트레일리아 | 1999. 02. 20 | *시드니 그랑프리 육상 대회                                                       | 오스트레일리아 시드니    | [ 1 ]                                               |                   |        |
|   | 4.60m   |        | 스테이시 드러길라     | 미국           | 1999. 08. 21 | 제7회 세계 육상 선수권 대회                                                      | 스페인 세비야            | 에스타디오 데 라 카르투하                           | [ 1 ]             |        |
|   | 4.61i m |        | 스테이시 드러길라     | 미국           | 2000. 02. 19 | Golden Spike Invitational                                                        | 미국 포커텔로            | Holt Arena                                          | [ 1 ] [ 4 ]       |        |
|   | 4.62i m |        | 스테이시 드러길라     | 미국           | 2000. 03. 03 | 미국 실내 육상 선수권 대회                                                       | 미국 애틀랜타            | [ 1 ] [ 4 ]                                         |                   |        |
|   | 4.63m   |        | 스테이시 드러길라     | 미국           | 2000. 07. 23 | 미국 올림픽 대표 선발전                                                          | 미국 새크라멘토          | Hornet Stadium                                      | [ 1 ]             |        |
|   | 4.63i m |        | 스테이시 드러길라     | 미국           | 2001. 02. 02 | 밀로즈 게임스                                                                    | 미국 뉴욕 시             | [ 1 ] [ 4 ]                                         |                   |        |
|   | 4.64i m |        | 스베틀라나 페오파노바 | 러시아         | 2001. 2. 11  | 우이트슬라겐 스파카센 실내 갈라 도르트문트 스파카센 실내 미팅 (IAAF Permit Meet) | 독일 도르트문트          | Helmut-Körnig-Halle                                 | [ 1 ] [ 4 ] [ 5 ] |        |
|   | 4.66i m |        | 스테이시 드러길라     | 미국           | 2001. 2. 17  | 골든 스파이크 인비테이셔널                                                       | 미국 포커텔로            | 1차 시기                                            |                   |        |
|   | 4.70i m |        | 스테이시 드러길라     | 미국           | 2001. 2. 17  |                                                                                  | 미국 포커텔로            |                                                     | [ 1 ] [ 4 ]       |        |
|   | 4.70m   |        | 스테이시 드러길라     | 미국           | 2001. 4. 27  | 아이다호 주립대 스프링페스트                                                     | 미국 포커텔로            |                                                     | 3차 시기          |        |
|   | 4.71m   |        | 스테이시 드러길라     | 미국           | 2001. 06. 09 | 페레그린 U.S 오픈 그랑프리 미팅                                                  | 미국 팰러앨토            |                                                     | [ 1 ]             |        |
|   | 4.81m   |        | 스테이시 드러길라     | 미국           | 2001. 06. 09 | 페레그린 U.S 오픈 그랑프리 미팅                                                  | 미국 팰러앨토            |                                                     | [ 1 ]             |        |
|   | 4.82m   |        | 옐레나 이신바예바     | 러시아         | 2003. 7. 13  | 2003 슈퍼그랑프리육상대회                                                        | 영국 게이츠헤드          | [ 1 ]                                               |                   |        |
|   | 4.83i m |        | 옐레나 이신바예바     | 러시아         | 2004 . 2. 15 | 장대높이뛰기 스타스’ 대회                                                        | 우크라이나 도네츠크      | [ 1 ] [ 4 ]                                         |                   |        |
|   | 4.85i m |        | 스베틀라나 페오파노바 | 러시아         | 2004. 2. 22  | 실내육상대회                                                                     | 그리스 아테네            | [ 1 ] [ 4 ] [ 6 ]                                   |                   |        |
|   | 4.86i m |        | 옐레나 이신바예바     | 러시아         | 2004. 3. 6   | 2004세계실내육상선수권대회                                                       | 헝가리 부다페스트        | [ 1 ] [ 4 ]                                         |                   |        |
|   | 4.87m   |        | 옐레나 이신바예바     | 러시아         | 2004. 6. 27  | 브리티시슈퍼그랑프리대회                                                         | 영국 게이츠헤드          |                                                     | [ 1 ]             |        |
|   | 4.88m   |        | 스베틀라나 페오파노바 | 러시아         | 2004. 07. 04 | 아테네 그랑프리 치클리티리아 (IAAF 슈퍼 그랑프리)                                | 그리스 이라클리오        | 팡크리티오 경기장                                   | [ 1 ]             |        |
|   | 4.89m   |        | 옐레나 이신바예바     | 러시아         | 2004. 7. 25  | 노리치유니온국제육상대회                                                         | 영국 버밍엄              | [ 1 ]                                               |                   |        |
|   | 4.90m   | + 01cm | 옐레나 이신바예바     | 러시아         | 2004. 07. 30 | IAAF 런던 슈퍼 그랑프리                                                          | 영국 런던                | [ 1 ]                                               |                   |        |
|   | 4.91m   | + 01cm | 옐레나 이신바예바     | 러시아         | 2004. 08. 24 | 제28회 하계 올림픽                                                               | 그리스 아테네            | [ 1 ]                                               |                   |        |
|   | 4.92m   | + 01cm | 옐레나 이신바예바     | 러시아         | 2004. 09. 03 | 제28회 반 담 기념 육상 대회                                                      | 벨기에 브뤼셀            | [ 1 ]                                               |                   |        |
|   | 4.93m   | + 01cm | 옐레나 이신바예바     | 러시아         | 2005. 07. 05 | 제30회 아슬레티시마 (IAAF 슈퍼 그랑프리)                                         | 스위스 로잔              | 퐁타즈 올림픽 경기장 Stade olympique de la Pontaise | [ 1 ]             |        |
|   | 4.95m   | + 02cm | 옐레나 이신바예바     | 러시아         | 2005. 07. 16 | 마드리드 육상 대회 (IAAF 슈퍼 그랑프리)                                          | 스페인 마드리드          | [ 1 ]                                               |                   |        |
|   | 4.96m   | + 01cm | 옐레나 이신바예바     | 러시아         | 2005. 07. 22 | IAAF 런던 슈퍼 그랑프리                                                          | 영국 런던                | 1차 시기                                            |                   |        |
|   | 5.00m   | + 04cm | 옐레나 이신바예바     | 러시아         | 2005. 07. 22 | IAAF 런던 슈퍼 그랑프리                                                          | 영국 런던                | 2차 시기                                            |                   |        |
|   | 5.01m   | + 01cm | 옐레나 이신바예바     | 러시아         | 2005. 08. 09 | 제10회 세계 육상 선수권 대회                                                     | 핀란드 헬싱키            | 헬싱키 올림픽 스타디움                              | [ 1 ]             |        |
|   | 5.03m   | + 02cm | 옐레나 이신바예바     | 러시아         | 2008. 07. 11 | 제28회 골든 갈라 육상 대회(IAAF 골든 리그)                                       | 이탈리아 로마            | [ 1 ]                                               |                   |        |
|   | 5.04m   | + 01cm | 옐레나 이신바예바     | 러시아         | 2008. 07. 29 | 헤르쿨리스 대회 (IAAF 슈퍼 그랑프리)                                             | 모나코 퐁비에유          | [ 1 ]                                               |                   |        |
|   | 5.05m   | + 01cm | 옐레나 이신바예바     | 러시아         | 2008. 08. 18 | 제29회 하계 올림픽                                                               | 중화인민공화국 베이징    | 베이징 국가체육장                                   | [ 1 ]             |        |
|   | 5.06m   | + 01cm | 옐레나 이신바예바     | 러시아         | 2009. 08. 28 | 벨트클라세 취리히                                                                | 스위스 취리히            | [ 7 ]                                               |                   |        |

## 같이 보기
- 여자 장대높이뛰기 대한민국 기록 추이
- 남자 장대높이뛰기 세계 기록 추이
- 남자 장대높이뛰기 대한민국 기록 추이